# 迪塔吉·坎邦吉
迪塔吉·坎邦吉（Ditaji Kambundji，2002年5月20日—），瑞士女子田径运动员，2022年欧洲田径锦标赛女子100米栏铜牌得主、2024年欧洲田径锦标赛女子100米栏银牌得主、2025年世界室内田径锦标赛女子60米栏银牌得主。姐姐穆金加·坎邦吉同样是田径运动员。